# Cheval de l'année en Australie
Le titre de Cheval de l'année en Australie est la plus haute récompense décernée aux chevaux purs-sangs participant aux courses hippiques en Australie. Elle récompense le meilleur cheval ayant évolué sur les hippodromes australiens, tous âges et sexes confondus. 

## Palmarès
| Année     | Cheval           | S/A | Pays             | Père                | Entraîneur             | Principales victoires |
| --------- | ---------------- | --- | ---------------- | ------------------- | ---------------------- | --- |
| 2024-2025 | Via Sistina      | F.7 | Royaume-Uni      | Fastnet Rock        | Chris Waller           | Cox Plate, Winx Stakes, Turnbull Stakes, Australian Champion Stakes, Verry Elleegant Stakes, Ranvet Stakes, Queen Elizabeth Stakes |
| 2023-2024 | Pride of Jenni   | F.6 | Australie        | Pride of Dubaï      | Ciaron Maher           | Empire Rose Stakes, Champions Mile, Australian Cup, Queen Elizabeth Stakes                                                         |
| 2022-2023 | Anamoe           | M.5 | Australie        | Street Boss         | James Cummings         | Winx Stakes, George Main Stakes, Caulfield Stakes, Cox Plate, Chipping Norton Stakes, George Ryder Stakes                          |
| 2021-2022 | Nature Strip     | H.7 | Australie        | Nicconi             | Chris Waller           | The Everest, Darley Sprint Classic, TJ Smith Stakes, King's Stand Stakes                                                           |
| 2020-2021 | Verry Elleegant  | F.5 | Nouvelle-Zélande | Zed                 | Chris Waller           | Winx Stakes, Turnbull Stakes, Caulfield Cup, Chipping Norton Stakes, Queen Elizabeth Stakes                                        |
| 2019-2020 | Nature Strip     | H.5 | Australie        | Nicconi             | Chris Waller           | Darley Sprint Classic, Lightning Stakes, T.J Smith Stakes                                                                          |
| 2018-2019 | Winx             | F.7 | Australie        | Street Cry          | Chris Waller           | Cox Plate, Winx Stakes, George Main Stakes, Turnbull Stakes, Chipping Norton Stakes, George Ryder Stakes, Queen Elizabeth Stakes   |
| 2017-2018 | Winx             | F.6 | Australie        | Street Cry          | Chris Waller           | Cox Plate, George Main Stakes, Turnbull Stakes, Chipping Norton Stakes, George Ryder Stakes, Queen Elizabeth Stakes                |
| 2016-2017 | Winx             | F.5 | Australie        | Street Cry          | Chris Waller           | Cox Plate, Caulfield Stakes, George Ryder Stakes,Chipping Norton Stakes, George Ryder Stakes, Queen Elizabeth Stakes               |
| 2015-2016 | Winx             | F.4 | Australie        | Street Cry          | Chris Waller           | Cox Plate, Epsom Handicap, Doncaster Mile, Chipping Norton Stakes, George Ryder Stakes                                             |
| 2014-2015 | Dissident        | M.4 | Australie        | Sebring             | Peter Moody            | Randwick Guineas, Makybe Diva Stakes, Memsie Stakes, All Aged Stakes, C.F. Orr Stakes                                              |
| 2013-2014 | Lankan Rupee     | H.5 | Australie        | Redoute's Choice    | M. Kent                | Lankan Rupee, Newmarket Handicap, T.J. Smith Stakes, Manikato Stakes, Lightning Stakes                                             |
| 2012-2013 | Black Caviar     | F.6 | Australie        | Bel Esprit          | Peter Moody            | Lightning Stakes, William Reed Stakes, T.J Smith Stakes                                                                            |
| 2011-2012 | Black Caviar     | F.5 | Australie        | Bel Esprit          | Peter Moody            | Patinack Farm Classic, C.F. Orr Stakes, Lightning Stakes, Robert Sangster Stakes, Goodwood Handicap, Diamond Jubilee Stakes        |
| 2010-2011 | Black Caviar     | F.4 | Australie        | Bel Esprit          | Peter Moody            | Patinack Farm Classic, Lightning Stakes, Newmarket Handicap, William Reed Stakes, T.J Smith Stakes, BTC Cup                        |
| 2009-2010 | Typhoon Tracy    | F.5 | Australie        | Red Ransom          | Peter Moody            | Myer Classic, C.F. Orr Stakes, Futurity Stakes, Queen of The Turf Stakes                                                           |
| 2008-2009 | Scenic Blast     | H.5 | Australie        | Scenic              | D. Morton              | Lightning Stakes, Newmarket Handicap, King's Stand Stakes                                                                          |
| 2007-2008 | Weekend Hussler  | H.3 | Australie        | Hussonet            | R. McDonald            | Caufield Guineas, Ascot Vale Stakes, Oakleigh Plate, Newmarket Handicap, Randwick Guineas, George Ryder Stakes                     |
| 2006-2007 | Miss Andretti    | F.6 | Australie        | Ihtiram             | L. Freedman            | Manikato Stakes, Lightning Stakes, Newmarket Handicap, Australia Stakes                                                            |
| 2005-2006 | Makybe Diva      | F.7 | Australie        | Desert King         | L. Freedman            | Cox Plate, Melbourne Cup |
| 2004-2005 | Makybe Diva      | F.6 | Australie        | Desert King         | L. Freedman            | Melbourne Cup, Australian Cup, BMW Classic                                                                                         |
| 2003-2004 | Lonhro           | M.5 | Australie        | Octagonal           | J. Hawkes              | Australian Cup, C.F. Orr Stakes, George Ryder Stakes, Caulfield Stakes, George Main Stakes                                         |
| 2002-2003 | Northerly        | H.6 | Australie        | Serheed             | F. Kersley             | Cox Plate, Australian Cup, Underwood Stakes, Caulfield Cup                                                                         |
| 2001-2002 | Sunline          | F.6 | Nouvelle-Zélande | Desert Sun          | T. McKee               | Waikato Sprint, Coolmore Classic, Doncaster Handicap, All Aged Sakes                                                               |
| 2000-2001 | Sunline          | F.5 | Nouvelle-Zélande | Desert Sun          | T. McKee               | Cox Plate, Manikato Stakes, Waikato Sprint                                                                                         |
| 1999-2000 | Sunline          | F.4 | Nouvelle-Zélande | Desert Sun          | T. McKee               | Cox Plate, Coolmore Classic |
| 1998-1999 | Might and Power  | H.5 | Australie        | Zabeel              | J. Denham              | Cox Plate, Doomben Cup, Caulfield Stakes                                                                                           |
| 1997-1998 | Might and Power  | H.4 | Australie        | Zabeel              | J. Denham              | Melbourne Cup, Caulfield Cup, Mercedes Classic, Queen Elizabeth Stakes                                                             |
| 1996-1997 | Saintly          | H.4 | Australie        | Sky Chase           | B. Cummings            | Cox Plate, Melbourne Cup, Australian Cup, C.F. Orr Stakes                                                                          |
| 1995-1996 | Octagonal        | M.3 | Australie        | Zabeel              | J. Hawkes              | Cox Plate, Canterbury Guineas, Rosehill Guineas, Australian Derby, Tancred Stakes, Underwood Stakes                                |
| 1994-1995 | Jeune            | M.6 | Royaume-Uni      | Kalaglow            | David Hayes            | Melbourne Cup, Queen Elizabeth Stakes, C.F. Orr Stakes                                                                             |
| 1993-1994 | Mahogany         | H.3 | Australie        | Last Tycoon         | L. Freedman            | Victoria Derby, Australian Derby.                                                                                                  |
| 1992-1993 | Veandercross     | H.4 | Nouvelle-Zélande | Crossways           | C. Turner & J. Wheeler | Mackinnon Stakes, Queen Elizabeth Stakes, Ranvet Stakes, Australian Cup                                                            |
| 1991-1992 | Let's Elope      | F.4 | Nouvelle-Zélande | Nassipour           | B. Cummings            | Melbourne Cup, Caulfield Cup, MacKinnon Stakes, Australian Cup                                                                     |
| 1990-1991 | Better Loosen Up | H.5 | Australie        | Loosen Up           | D. Hayes               | Cox Plate, MacKinnon Stakes, Turnbull Stakes, Australian Cup                                                                       |
| 1989-1990 | Almaarad         | M.7 | Royaume-Uni      | Ela-Mana-Mou        | C. Hayes               | Cox Plate, Caulfield Guineas |
| 1988-1989 | Research         | F.3 | Australie        | Imperial Prince     | C. Conners             | Flight Stakes, VRC Oaks, AJC Derby, AJC Oaks                                                                                       |
| 1987-1988 | Beau Zam         | M.3 | Australie        | Zamazaan            | B. Cummings            | Spring Champion Stakes, Segenhoe Stakes, Tancred Stakes, AJC Derby, AJC St Leger, Queen Elizabeth II Stakes                        |
| 1986-1987 | Placid Ark       | M.3 | Australie        | Arkenstone          | W. Mitchell            | Lightning Stakes, Oakleigh Plate, Newmarket Handicap                                                                               |
| 1986-1987 | Bonecrusher      | H.4 | Nouvelle-Zélande | Pag Asa             | F. Ritchie             | Cox Plate, Tancred Stakes, Australian Derby, Caulfield Stakes, Underwood Stakes, Australian Cup (1987)                             |
| 1985-1986 | Bounding Away    | F.2 | Australie        | Biscay              | T.J. Smith             | Flight Stakes, Golden Slipper Stakes, Blue Diamond Stakes, AJC Sire's Produce Stakes                                               |
| 1984-1985 | Red Anchor       | M.3 | Australie        | Sea Anchor          | T.J. Smith             | Cox Plate, Victoria Derby, Caulfield Guineas                                                                                       |
| 1983-1984 | Emancipation     | M.4 | Australie        | Bletchingly         | N. Begg                | Canterbury Stakes, Chelmsford Stakes, George Ryder Stakes, Doncaster Handicap, George Main Stakes                                  |
| 1982-1983 | Strawberry Road  | M.3 | Australie        | Whiskey Road        | D. Bougoure            | Rosehill Guineas, Canterbury Guineas, AJC Derby, Queensland Derby                                                                  |
| 1982-1983 | Gurner's Lane    | H.4 | Australie        | Sir Tristram        | G. Murphy              | Caulfield Cup, Melbourne Cup |
| 1981-1982 | Rose of Kingston | F.3 | Australie        | Claude              | R. Hoysted             | Australasian Oaks, Australian Derby, Coongy Handicap, Craiglee Stakes                                                              |
| 1980-1981 | Hyperno          | H.7 | Australie        | Rangong             | J. Cummings            | Caulfield Cup, Australian Cup, Caulfield Stakes, Rawson Stakes                                                                     |
| 1979-1980 | Kingston Town    | H.3 | Australie        | Bletchingly         | T.J. Smith             | Rosehill Guineas, Tancred Stakes, AJC Derby, Sydney Cup, Queensland Derby                                                          |
| 1978-1979 | Manikato         | H.3 | Australie        | Mahini              | R. Hoysted             | Caulfield Guineas, Doomben 10 000, Doncaster Handicap, George Ryder Stakes                                                         |
| 1977-1978 | Maybe Mahal      | F.5 | Australie        | Maybe Lad           | B. Cummings            | Lightning Stakes, Doncaster Handicap, Newmarket Handicap, George Adams Plate, Doomben 10 000                                       |
| 1976-1977 | Surround         | F.3 | Australie        | Sovereign Edition   | G. Murphy              | Cox Plate, VRC Oaks, AJC Oaks, Caulfield Guineas, Queensland Stakes, C.F. Orr Stakes                                               |
| 1975-1976 | Lord Dudley      | M.3 | Australie        | Right Honourable II | B. Cummings            | Australian Cup, Australasian Champion Stakes, VRC St Leger                                                                         |
| 1974-1975 | Leilani          | F.4 | Australie        | Oncidium            | B. Cummings            | Caulfield Cup, Mackinnon Stakes, CF Orr Stakes, St George Stakes                                                                   |
| 1973-1974 | Taj Rossi        | M.3 | Australie        | Matrice             | B. Cummings            | Cox Plate, Victoria Derby, Sandown Guineas, George Adams Handicap                                                                  |
| 1972-1973 | Dayana           | H.3 | Australie        | Oncidium            | B. Cummings            | Victoria Derby, Australian Derby, South Australian Derby, West Australian Derby, Perth Cup                                         |
| 1971-1972 | Gunsynd          | M.5 | Australie        | Sunset Hue          | T.J. Smith             | Cox Plate, Doncaster Handicap,Epsom Handicap, Toorak Handicap, George Adams Handicap                                               |
| 1970-1971 | Gay Icarus       | H.4 | Australie        | Icarus              | C. Beechey             | Caulfield Cup, Australasian Champion Stakes, Chipping Norton Stakes, Australian Cup                                                |
| 1969-1970 | Vain             | M.3 | Australie        | Wilkes              | J. Maloney             | Caulfield Guineas, Sires' Produce Stakes, Ascot Vale Stakes                                                                        |
| 1968-1969 | Rain Lover       | M.4 | Australie        | Latin Lover         | M. Robins              | Melbourne Cup, Chipping Norton Stakes, McKinnon Stakes, Adelaide Stakes                                                            |